# 鲁赫纳玛
《鲁赫纳玛》（來自於阿拉伯语的「‎」（rūḥ，「靈魂」之意）與波斯語的「‎」（nāmeh，「信摘」或「書籍」之意）），或意譯為《靈魂之書》，是土库曼斯坦前任終身總統薩帕爾穆拉特·尼亞佐夫所寫的書，內容包括了自传、精神道德上的指導、歷史。該書文本包括許多故事與詩，包括來自於蘇菲派詩人马赫图姆库里的作品。
該書目前已經有俄文、中文、英文、土耳其文、日文、波斯文等41種語言的翻譯版本，並出版了供視障者使用的語音版與點字版。2006年，該書出版超過一百萬本。
該書是土庫曼「國民最高精神綱領」以及國家藝術與文學的根基。尼亞佐夫首先放置書本於公立學校與圖書館，而后被列入中小學以及公務員等各類考試的教材之中。該書也是駕照考試的內容之一，駕照考試前必須修習16個小時的該書相關課程。
2006年3月，尼亞佐夫在電視節目中宣稱，真主告訴他，任何讀過該書三次的學生都可以自動上天堂。

## 歷史
尼亞佐夫出版該書第一卷於2001年，並宣稱該書將「排除所有的缺點，來提升土庫曼人的精神」。2004年，尼亞佐夫出版該書的第二卷，包括道德、哲學與生活導引等對現在與未來世代的訓示。該書為尼亞佐夫个人崇拜與他土庫曼化政策的重要部份。土庫曼政府命令書店與政府機關去明顯地展示該書，教堂與清真寺必須如同《聖經》與《古兰经》那樣保存該書。在一些伊瑪目認為這承諾將會褻瀆神靈而拒絕順從這個要求之後，據說土庫曼政府毀壞了部分清真寺。

## 《鲁赫纳玛》於土庫曼社會的角色
《鲁赫纳玛》是土庫曼從小学到大學教育中的主要成分。文本內容中的知識，必須要能夠正確地標示出引用文句的頁數，是升學考試與所有政府公職考試的必考內容，也是駕駛執照的資格考試內容。
對於該書文本內容的公開批評或甚至是不夠崇敬都會被視為等同於表示對前總統本人的不敬，並會藉由剝奪財產、監禁或對違法者甚至是違法者全家（如果情節相當重大時）嚴刑拷問等方式進行嚴厲的處罰。在尼亞佐夫過世之後，對於該書不敬的處罰陷入一個值得懷疑的狀態。
土庫曼首都阿什哈巴德有一個巨大的該書機械複製品。每天晚上八點時，它會打開並且播放該書文頁的錄音並配合影像放映。
根據美聯社記者本傑明·哈維（Benjamin Harvey）於2007年5月所作的報導，在終身總統尼亞佐夫逝世（2006年12月）之後的數個月，《鲁赫纳玛》於土庫曼人民的支配力似乎並未減弱。電視台將該書的描寫為神聖的讀物。位於尼亞佐夫家鄉的中亞最大的清真寺的入口拱門的一邊刻有「《鲁赫纳玛》是神聖的書」一句，而另一邊則是刻上「《古蘭經》是阿拉的書」，而此外，哈維是這樣描述的：「首都阿什哈巴德的道路兩邊都是《鲁赫纳玛》的海報標語，緊靠在尼亞佐夫的畫像旁。引用自該書的句子則刻寫在這個沙漠城市中的噴泉、紀念碑與官方建築的夢幻裝飾上。」
英國利茲大學的迈克尔·丹尼森（Michael Denison）告訴聯合國人道事務協調廳（UNOCHA）的綜合地區資訊網說：「我並不認為《鲁赫纳玛》將會被否定，說得更恰當一點，它只是開始被敷衍。」其他的人希望改變課程，減少並改革在尼亞佐夫統治下以《鲁赫纳玛》為主的課程設計，並將其回復到完全第二或是第三教育。
《鲁赫纳玛》是否真的是由尼亞佐夫本人所寫還是一個未解的疑問。而該書目前已經有41種語言的譯本。

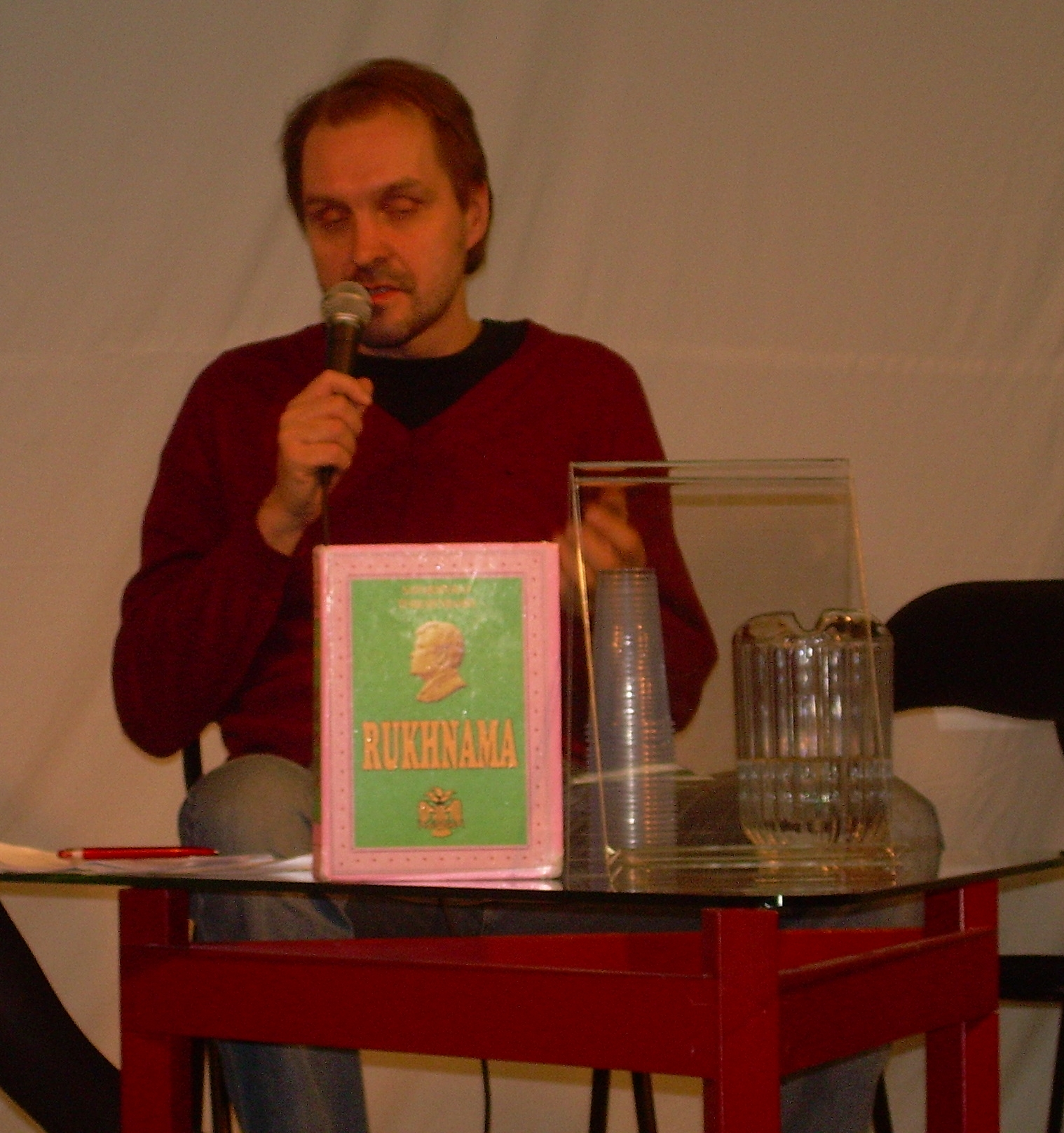
於圖爾庫國際書展（Turun Kansainväliset Kirjamessut）宣傳《土語錄萬歲》紀錄片的亞托·哈隆納導演

## 參閲
- 个人崇拜
  - 《我的奮鬥》
  - 《中國之命運》
  - 《國家、革命與我（朝鲜语：국가와 혁명과 나）》
  - 《民族的底力（朝鲜语：민족의 저력）》
  - 《民族中興之路（朝鲜语：민족중흥의 길）》
  - 《毛主席語錄》
  - 《习主席语录》
  - 《綠皮書》
- 学习强国

## 外部連結
- （英文）《土語錄萬歲》 （页面存档备份，存于）（Pyhän kirjan varjo），一部關於《鲁赫纳玛》的紀錄片，由亞托·哈隆納（Arto Halonen）執導，網際網路電影資料庫 （页面存档备份，存于）